# Piesek
Piesek – prosty styl pływacki. Charakteryzuje się on tym, że pływak leży na klatce piersiowej i porusza rękoma i nogami w górę i w dół, tak jak pływają psy i inne zwierzęta. Jest to w zasadzie kłus w wodzie.
Jest pierwszym stylem używanym przez starożytnych ludzi. Uważa się, że powstał w wyniku obserwacji pływających zwierząt. Prehistoryczne malowidła jaskiniowe w Egipcie przedstawiają postaci, które wydają się płynąć pieskiem.
Zwykle jest to pierwszy styl pływacki używany przez dzieci, które uczą się pływać.
Piesek jest też używany w wojsku jako cichy styl pływacki – dzięki temu, że ręce ani nogi nie "łamią" powierzchni wody.